# Quebrada de Mateo
La quebrada de Mateo es un curso natural intermitente de agua que nace en la cordillera Domeyko, entre las cumbres de Varas y de los Sapos, atraviesa el desierto de Atacama de SE a NO y desemboca un poco al sur del puerto de Antofagasta.

## Trayecto
Jorge Boonen la describe en 1902 como Quebrada de Antofagasta que nace en la cordillera de Domeyko, pero luego se une a la quebrada de Mateo.: 216  A su vez Luis Risopatrón sostiene que esta última desemboca en el Pacífico a través de la quebrada La Negra.
Cerca de la costa empalman con ella la quebrada de Aguas Blancas y la de Remiendos, que nacen respectivamente, la primera al N del cerro Tetas i la segunda en la sierra de su nombre. Las aguadas que dispone, siempre según Boonen en 1902, de poniente a naciente son: la de la Negra, de pésima calidad y cercana a la costa, el pique Salado al E de la anterior, en la línea férrea de Antofagasta a Bolivia, el pique de Barazarte, en las faldas SE del cerro Tetas de Aguas Blancas que proporciona agua de buena calidad en abundancia, los pozos de Aguas Blancas en las salitreras homónimas, las aguadas de la Cebada y de la Chilca en el extremo septentrional de la sierra de Argomedo, la de la Providencia, en el costado poniente de la sierra del mismo nombre, la de Pastos Largos, Monigotes, Varas, Goméz, Hornito y del Oro en las faldas occidentales de la cordillera de Domeyko, entre las cumbres de Varas y de los Sapos.: 216 

## Historia
Luis Risopatrón lo describe en su Diccionario jeográfico de Chile (1924):: 536 
Mateo (Quebrada de). Es seca, corre hacia el NW i desemboca en la de La Negra; por ella se ha construido el ferrocarril de la caleta de Coloso a Aguas Blancas.